# 清光緒臺協三營鐵炮
1984年一家設籍在台灣基隆市的民間打撈公司挖泥船，在台灣澎湖馬公海域打撈出水撈起這古砲，砲體上刻有「光緒二年奉憲鑄造台協三營大砲重捌佰觔」等字樣，業者以基隆扶輪社名義捐贈給基隆市政府，安置在和平島公園並立碑紀念。2013年9月18日由基隆市文物古物審查委員會為一般古物，加以保存；是繼中正公園「阿姆斯托朗8吋炮」和靈泉禪寺的「靈泉寺雲板」後，第三件登錄的古物。